# Piet Hein (Schiff, 1937)
Die Motoryacht Piet Hein war das Hochzeitsgeschenk des niederländischen Volkes an Prinzessin Juliane und Prinz Bernhard. Nach der Veröffentlichung der Verlobung im September 1936 wurde ein Komitée für ein nationales Hochzeitsgeschenk gegründet. Im ganzen Land wurde Geld für eine Yacht und für Arbeiten am Palais Soestdijk gesammelt. Eine technische Kommission wurde mit dem Bau der Yacht beauftragt, der Wunsch des Prinzenpaars nach einem Schiff für die Binnengewässer wurde dabei berücksichtigt.

## Geschichte
Der Entwurf der Yacht stammt vom technischen Büro H.W. De Vogt in Haarlem. Am 25. März 1937 wurde auf der Amsterdamer Werft De Vries Lentsch der Kiel für die Yacht gelegt. Bereits nach knapp fünf Monaten erfolgte der Stapellauf und am 28. August 1937 wurde das Schiff an das königliche Paar übergeben. Bis 1940 wurde das Boot oft für Fahrten mit Staatsgästen genutzt. Im September 1940 beschlagnahmte die deutsche Wehrmacht das Boot und überführte es am 28. September nach Emden. Am 17. Mai 1945 wurde es an die Niederlande und nach umfangreichen Überholungsarbeiten Ende September 1945 an die königliche Familie zurückgegeben. Während der Sturmflut 1953 wurde die Yacht zur Evakuierung eingesetzt.
1979 richteten Königin Juliane und Prinz Bernhard eine Stiftung für die museale Verwendung des Schiffs ein. 1980 wurde es in Den Helder generalüberholt und am 12. Dezember des Jahres unternahm das königliche Paar eine letzte, kurze Reise mit der Yacht. Zwischen 1985 und 1990 erfolgte mit Unterbrechungen eine weitere Generalüberholung, von 2014 bis August 2015 wurde die Yacht komplett restauriert und das Unterwasserschiff erneuert. Seit 2017 besteht die Möglichkeit, die Piet Hein zu chartern. Das Schiff gehört zum niederländischen, fahrenden Kulturgut (Nationaal Maritiem Erfgoed).

## Konstruktion
Die rund 32 Meter lange Yacht ist ein Verdränger mit Spiegelheck. Der Rumpf aus Schiffbaustahl war ursprünglich genietet. Im Laufe verschiedener Überholungen wurde er geschweißt und mit Schlingerkielen versehen. Der Antrieb besteht aus zwei je 210 PS starken DAF-Dieselmotoren, Typ DK 1160 M; bis 1980 waren es zwei Stork-Achtzylinder-Motoren mit je 160 PS auf zwei Festpropeller. Im Bug hat das Schiff ein Querstrahlruder zum besseren Manövrieren. Zur Stromversorgung ist ein Vierzylinder-Mitsubishimotor mit Generator eingebaut, der 20 kVA leistet. Die Aufbauten bestehen zum Teil aus Holz. Unterkünfte für fünf Mann Besatzung und sechs Passagiere sind an Bord. Für Tagestouren sind bis zu 30 Passagiere zugelassen.